# Minarii Galenon-Taupua
Pour les articles homonymes, voir Galenon (homonymie).
Minarii Galenon-Taupua, aussi connue sous le nom de Chantal Galenon, est une femme politique française de Polynésie, ministre des Solidarités, du Logement, chargée des Familles et des Personnes non autonomes au sein du gouvernement Brotherson 2023. Elle est également présidente du Conseil des femmes de Polynésie.

## Carrière
Minarii Galenon-Taupua a travaillé dans l'éducation, notamment comme directrice d'école.

### Carrière politique
En 2008, elle est élue à l'assemblée de la Polynésie française et y siège jusqu'en 2023, d'abord en non inscrite puis sous l'étiquette Tavini. En 2012, elle entre à la commission de contrôle budgétaire et financier. Elle est également deuxième vice-présidente de l'assemblée. En 2013, elle se présente comme présidente de l'assemblée, mais est battue par Edouard Fritch. Après sa réélection en 2018, elle préside la commission de l'éducation, de l'enseignement supérieur, de la jeunesse et des sports.
Elle a également fait partie du Conseil économique, social et culturel (CESC) de Polynésie.
En 2020, elle se présente aux élections municipales à Papeete. Elle est tête de la liste du parti Tavini, « A Here ia Papeete ». Sa liste arrive 3e avec 11,8% des voix, soit 2 sièges. Elle n'est donc pas élue maire mais conseillère municipale.
En mai 2023, elle entre au gouvernement de la Polynésie française en tant que ministre des Solidarités, du Logement, chargée des Familles et des Personnes non-autonomes. Elle travaille dans ce cadre avec Nathalie Heirani Salmon-Hudry, déléguée interministérielle au handicap.

### Engagement associatif
Engagée pour les droits des femmes, elle est présidente de l’association Vahine Piri Rava, qui œuvre pour la santé et le bien-être des femmes. Depuis 2015, elle est également présidente du Conseil des femmes de Polynésie, qui fédère 18 associations de défense des droits des femmes et des enfants. Elle a été réélue plusieurs fois à ce poste. Dans ce cadre, elle rencontre en 2021 Brigitte Macron à l'Élysée, après la dotation par Emmanuel Macron de 700 000 € au Conseil des Femmes de Polynésie pour l'extension du centre d’accueil des femmes victimes de violences, Te Pu O Te Hau,.